# Stadion Rote Erde
O Stadion Rote Erde (Estádio da Terra Vermelha) é um estádio de futebol e atletismo com capacidade para 25.000 pessoas (3.000 pessoas sentadas) em Dortmund , Renânia do Norte-Vestfália . Serve como o estádio do Borussia Dortmund II e de vários clubes esportivos. O estádio foi construído entre 1924 e 1926 a um custo de 1,8 milhão de marcos alemães. O estádio foi inaugurado em 1926, com uma partida entre a cidade de Dortmund e o FC Wacker München (1-11).

## História

### História Antiga (1921 a 1937)
Os primeiros planos para o estádio datam de 1921, quando o município de Dortmund decidiu construir um Volkspark na área sul de Dortmund. O arquiteto Hans Strobel projetou o parque, no qual seria construída uma piscina, um estádio multifuncional e o Westfalenhallen . O estádio foi construído entre 1924 e 1926 e foi inaugurado em 1926.
Em 4 de setembro de 1927, o Katholikentag foi realizado no estádio e na Westfalenhallen adjacente . Este evento foi organizado pelo núncio papal na Alemanha, Eugenio Pacelli , que mais tarde se tornaria o papa Pio XII.
Na primeira década da história do estádio, foi usado principalmente para eventos esportivos. A primeira partida oficial de futebol no estádio foi em 1929, a partida das quartas de final do campeonato alemão de 1929 entre os rivais Schalke 04 e Hertha BSC do Borussia Dortmund , com o Hertha BSC vencendo por 4-1.
Em 1932, o estádio sediou a partida do campeonato Deutschen Jugendkraft Sportverband entre o DJK Sparta Nuremberg e o DJK Adler Frintrop, que terminou em 5-2 com o Nuremberg.

### Estádio do Borussia Dortmund (1937 a 1974)
Devido à máquina de guerra alemã, o aço e mineração empresa Hoesch AG teve de estender suas fábricas em Dortmund. O Borussia Dortmund foi forçado a deixar seu terreno, Weisse Wiese, e mudou-se para o Stadion Rote Erde em 1937. Durante a Segunda Guerra Mundial, o estádio foi fortemente danificado e foi reformado após a guerra.
De 1947 a 1967, o Borussia Dortmund foi um dos clubes de maior sucesso na Alemanha Ocidental e o estádio não aguentava mais o número de visitantes. Em 1961, foram planejados expandir o estádio ou construir um novo estádio no mesmo local do Stadion Rote Erde. No entanto, devido à crise econômica, os planos nunca foram postos em prática.
Em 1962, o estádio foi ampliado por estandes temporários de madeira, aumentando a capacidade do estádio para 42.000.  Em 1971, o município de Dortmund concordou em construir um novo estádio, diretamente a oeste do Stadion Rote Erde. Após a conclusão do novo Westfalenstadion, em 1974, o Borussia Dortmund mudou-se para o novo estádio.
A estrutura de madeira da arquibancada e o teto do estádio foram transportados para Hannover após a inauguração do estádio Westfalens. O teto é instalado no Rudolf-Kalweit-Stadion do SV Arminia Hannover e a arquibancada fica no Oststadtstadion do OSV Hannover. No entanto, a arquibancada de Oststadtstadion foi severamente danificada pelo fogo em março de 2010.
O Stadion Rote Erde já recebeu duas partidas internacionais em sua história.
- 8 de maio de 1935: Terceiro Reich - Estado Livre da Irlanda - 3-1
- 8 de abril de 1967: Alemanha Ocidental - Albânia - 6-0 ( Eliminatórias da EC 1968 )

Na década de 1950, o Stadion Rote Erde também sediou várias lutas de boxe. Entre 1950 e 1955, ocorreram 6 lutas de boxe com mais de 200.000 espectadores. Entre eles, estava o lendário campeonato europeu entre Heinz Neuhaus e Hein ten Hoff, em 20 de julho de 1952, que terminou em uma vitória da Neuhaus na primeira rodada.
Em 1990, o Stadion Rote Erde sediou o Deutsches Turnfest (Festival Alemão de Ginástica).

## Status atual
Atualmente, o Stadium Rote Erde serve como estádio do Borussia Dortmund II, com capacidade para 9.999 espectadores. O estádio também serve como estádio de atletismo, com capacidade para 25.000 espectadores. Serve clubes de Dortmund como LG Olympia Dortmund , Dortmund LAC, LC Rapid Dortmund e TuS Westfalia Hombruch como local de treinamento e competição.
O estádio faz parte da lista de monumentos de Dortmund. Em dezembro de 2008, uma grande reforma do estádio, no valor de 1,65 milhão de euros, foi concluída após 14 meses de construção.
Na temporada 2009/10 , quando o Borussia Dortmund II jogou pela 3. Liga pela primeira vez, o Stadion Rote Erde serviu de estádio da equipe, apesar de não atender aos requisitos da Federação Alemã de Futebol . Os holofotes do estádio fornecem apenas uma intensidade de luz de 586 lx, enquanto os regulamentos da 3. Liga exigem uma intensidade de luz de 800 lx. Apesar destes regulamentos, o Stadion Rote Erde continuou a servir como estádio do Borussia Dortmund II, depois de ter sido novamente promovido à 3. Liga na temporada 2012/13 .
O estádio foi criticado várias vezes devido ao espaço inadequado, falta de aquecimento do solo e condições precárias da infraestrutura. Por esse motivo, o Borussia Dortmund está considerando a compra do estádio.